# Saut à la perche masculin aux championnats du monde d'athlétisme en salle 2014
Navigation
Istanbul 2012 Portland 2016
Le  concours du saut à la perche masculin des Championnats du monde d'athlétisme en salle de 2014 s'est déroulé le 8 mars de la même année, à l'Ergo Arena de Sopot, en Pologne. L'alors tout récent détenteur du record du monde en salle, Renaud Lavillenie, est absent pour s'être blessé au pied à cette occasion[Laquelle ?].

## Résultats
L'accession à la finale est conditionnée par la réalisation d'une qualification fixée à 5,75 mètres de hauteur minimale.

### Légende
du tableau de résultats suivant.
- Hauteur de sauts atteinte (en mètres) :
  - o : dès le 1er essai
  - xo : au 2e essai
  - xxo : au 3e essai
- 3 X : hauteur non atteinte au terme de 3 essais au maximum

Records et Performances
- AR : Record continental (area record)
- CR : Record des championnats (championship record)
- MR : Record du meeting (meet record)
- NR : Record national (national record)
- OR : Record olympique (olympic record)
- PR : Record paralympique (paralympic record)
- PB : Record personnel (personal best)
- SB : Meilleure performance personnelle de la saison (season's best)
- WL : Meilleure performance mondiale de l'année (world leader)
- WJR : Record du monde junior (world junior record)
- WR : Record du monde (world record)

Circonstances et Conditions
- DNF : N'a pas terminé (did not finish)
- DNS : N'a pas pris le départ (did not start)
- DQ : Disqualification (disqualification)
- NM : Aucun essai valable enregistré (No Mark)
- Q : Qualifié « directement » au prochain tour (ou à la prochaine compétition), lors d'une compétition majeure, grâce au classement ou à la réalisation des minima (automatic qualifier)
- q : Qualifié au prochain tour (ou à la prochaine compétition), lors d'une compétition majeure, grâce au repêchage ou à la réalisation de l'une des meilleures performances parmi celles des « non qualifiés directement » (grâce au meilleur temps ou à la meilleure distance par exemple) (secondary qualifier)

### Finale
| Rang               | Nom                    | Nationalité | 5,40m | 5,55m | 5,65m | 5,75m | 5,80m | 5,85m | Résultat | Notes |
| ------------------ | ---------------------- | ----------- | ----- | ----- | ----- | ----- | ----- | ----- | -------- | ----- |
| Médaille d'or      | Konstadínos Filippídis | Grèce       | o     | o     | o     | o     | o     | 3x    | 5,80 m   | SB    |
| Médaille d'argent  | Malte Mohr             | Allemagne   | –     | o     | o     | o     | xo    | 3x    | 5,80 m   |       |
| Médaille de bronze | Jan Kudlička           | Tchéquie    | o     | –     | o     | xxo   | xxo   | 3x    | 5,80 m   | PB    |
| 4                  | Thiago Braz da Silva   | Brésil      | –     | xxo   | o     | xo    | 3x    |       | 5,75 m   |       |
| 5                  | Xue Changrui           | Chine       | xxo   | xxo   | xo    | xo    | 3x    |       | 5,75 m   |       |
| 6                  | Robert Sobera          | Pologne     | o     | xo    | o     | x–    | xx    |       | 5,65 m   |       |
| 7                  | Augusto de Oliveira    | Brésil      | o     | xo    | xxo   | 3x    |       |       | 5,65 m   | SB    |
| 8                  | Luke Cutts             | Royaume-Uni | xxo   | xo    | xxo   | 3x    |       |       | 5,65 m   |       |
| 9                  | Yang Yansheng          | Chine       | o     | o     | xx–   | x     |       |       | 5,55 m   |       |
| 10                 | Jérôme Clavier         | France      | o     | xo    | 3x    |       |       |       | 5,55 m   |       |
| 11                 | Kévin Menaldo          | France      | o     | xxo   | 3x    |       |       |       | 5,55 m   |       |
| 12                 | Paweł Wojciechowski    | Pologne     | o     | 3x    |       |       |       |       | 5,40 m   |       |